# Jean Albany
Pour les articles homonymes, voir Albany.
Jean Albany est un poète et peintre réunionnais né à Saint-Denis le 4 décembre 1917 et mort à Paris le 26 octobre 1984. Inventeur du mot « créolie », il est l'auteur du Zamal, un recueil de 41 poèmes écrit en français paru en 1951.

## Biographie

### Jeunesse et études
En 1937, Jean Albany quitte la Pointe des Aigrettes à Saint-Gilles et voyage jusqu'à Paris pour y poursuivre ses études en droit et en chirurgie dentaire. La Seconde Guerre mondiale éclate et l'amène finalement à servir dans l'artillerie comme élève officier à l'école de Fontainebleau. C'est de là qu'il écrit ses premiers poèmes qui seront publiés en 1985 à titre posthume dans Amour oiseau fou.
Démobilisé, Jean Albany retourne à La Réunion. Il effectue le voyage entre Marseille et le Port de la Pointe des Galets sur La Ville d'Amiens de novembre 1945 à janvier 1946. Il relate ce voyage quelques mois plus tard dans un autre ouvrage qui ne sera publié qu'à titre posthume, La Croix du Sud. On peut lire à travers les lignes qu'il s'ennuie sur l'île natale. Aussi, Jean Albany retourne-t-il en métropole. Il obtient sa licence de droit et un doctorat d'économie. Il passe alors deux années à l'École libre des sciences politiques tout en continuant ses études de dentisterie. Au Quartier latin de Paris, il fréquente de nombreux poètes et des académies de peinture mais reste volontiers marginal.

### Parcours professionnel
Publié en 1951, Zamal est le premier recueil qu'il publie. Repère de la poésie réunionnaise contemporaine à La Réunion, cet ouvrage établit la possibilité d'une créolité que la suite de l'œuvre s’attellera à explorer. Son titre est le nom donné au chanvre indien dans l'île.
Jean Albany reçoit en 1965 le Grand Prix des Mascareignes. Il s'achète grâce à lui un magnétophone à cassettes. Il le met en marche la nuit par réflexe et vagit des poèmes comme un somnambule. Bleu mascarin paraît en 1969. C'est son premier recueil qui privilégie de fait le créole comme langue d'expression poétique.
Âgé de 53 ans en 1970, le chirurgien dentiste, amateur de courses de chevaux et de peinture se voit mourir. Choqué par cette vision, il a l'idée d'écrire pour sa nouvelle langue fétiche un Petit Glossaire et se met à y travailler dans son appartement du 7 rue du Dragon, dans le quartier Saint-Germain-des-Prés. Il recrée à partir de sa mémoire et de ses lectures son enfance insulaire. L'ouvrage paraît en 1974 et sera complété en 1983.
Désireux de voir ses textes mis en musique, Alain Gili, Alain Séraphine et son ami Pierrot Vidot jouent les intermédiaires et le mettent en relation avec de jeunes musiciens, parmi lesquels Alain Péters, Jean-Michel Salmacis, Hervé Imare. Il en résulte en 1978 la publication de la cassette Chante Albany par l'Association des écrivains réunionnais (ADER), la première cassette éditée à La Réunion. Pour la réaliser, Alain Gili a obtenu d'utiliser gratuitement le Studio Royal de Saint-Joseph, dans les sous-sols du cinéma Casino Royal créé par André Chan Kam Shu.
Mort dans la capitale en 1984, il est enterré à La Réunion, à La Saline-les-Hauts, un lieu-dit près de Saint-Gilles.
Les archives de Jean Albany (bibliothèque, correspondances) ont fait l'objet d'un dépôt en 2001 puis d'un don en 2019 de la part de sa veuve, Sylvie Albany, à la bibliothèque Droit-Lettres de l'Université de La Réunion (Espace Océan Indien),.

## Œuvres

### Recueils
- Zamal, 1951.
- Miel vert, à compte d'auteur, 1963.
- Bleu Mascarin, 1969
- Bal indigo, 1976.
- Aux belles créoles, 1977.
- Fare Fare, 1978.
- Percale, 1979.
- Indiennes, 1981.
- Le Supplément au Petit Glossaire, 1983.
- Amour oiseau fou, Azalées Éditions, 1985.
- La Croix du Sud (publié à titre posthume en 1991)

### Volumes en prose
- Outre-Mer, à compte d'auteur, 1966.
- Archipels, 1967.
- Vavangue, à compte d'auteur, 1972.
- Le P'tit Glossaire : le piment des mots créoles, 1974 avec un supplément en 1983.

### Éditions sonores
- Chante Albany, Textes de Jean Albany dits par l'auteur ou mis en musique par Pierrot Vidot, Jean-Michel Salmacis, Hervé Imare et Alain Peters, ADER 1978. (Réédition en CD sur le label Piros).

### Films
- Jean Albany, Mon île était le monde, un film de 52 minutes réalisé par Jacques Baratier avec le concours de l’Association Fondation Jean ALBANY